# Triturus
Triturus je rod obojživelníků patřící do čeledi mlokovití (Salamandridae). Původně čítal většinu čolků žijících v Evropě, některé rody, například Ichthyosaura, Lissotriton a Ommatotriton, však byly odděleny, a tak je rod Triturus složen z těchto druhů: Triturus anatolicus, Triturus carnifex (čolek dravý), Triturus cristatus (čolek velký), Triturus dobrogicus (čolek dunajský), Triturus ivanbureschi, Triturus karelinii (čolek balkánský), Triturus macedonicus, Triturus pygmaeus (čolek portugalský) a vyhynulého Triturus opalinus. Jednotlivé druhy navzájem mohou tvořit hybridy.
Členové rodu se vyskytují na území od Velké Británie přes většinu kontinentální Evropy až k Sibiři, Anatolii a Kaspickému moři. Jedná se o velké druhy mloků, dosahují velikosti 10 až 16 cm, některé z nich i 20 cm. Velikost je závislá na pohlaví a životním prostředí. Zbarvení je tmavohnědé, s černými skvrnami na bocích, u některých druhů se vyskytují světlé tečky. Břicho je zbarveno žlutě až žlutooranžově, s černými skvrnami. Během období rozmnožování především samci čolků mění své zbarvení.
Čolci se vyvíjejí ve vodě jako larvy a pak se zde každoročně vracejí za účelem rozmnožování. U čolků dochází k oplození prostřednictvím spermatoforu. Samice klade vajíčka na vodní rostliny a za dva až pět týdnů se z nich vylíhnou larvy. Dospělci se z nich stanou za dva až čtyři týdny.
Nebezpečí pro čolky představuje převážně ztráta přirozeného prostředí. Mezi přirozené nepřátele pak patří například vodní ptáci, dravé ryby, užovka obojková a různí savci.